# Врата раја
Врата раја: антологија еротске литературе (енгл. The gates of paradise) је антологија прича коју је приредио аргентинско-канадски есејиста, романописац, преводилац, уредник и антологичар Алберта Мангела (енгл. Alberto Manguel) (1948), објављена 1993. године. Српско издање књиге објављено је 2007. године у издању "PortaLibrisа" из Београда.

## О аутору
Алберто Мангел је рођен у Буенос Ајресу 1948. године. Године 1985. је постао канадски држављанин. Живео је у Израелу, Аргентини, Италији, Енглеској и Француској. Мангел је антологичар, преводилац, романописац, есејиста, уредник и антологичар. Пише и прилоге за новине и часописе широм света. 
Гостујући је професор на Универзитету Њуфаундленда, на Берлинском универзитету, универзитету у Монктону и стални је сарадник британског часописа Times. Почасни је доктор Универзитета у Лијежу и члан Фондације Гугенхајм.
Добио је следеће награде: Premio Germán Sánchez Ruipérez у Шпаинији, Harbourfront у Канади, Grinzane Cavour у Италији и Roger Caillois у Француској. Носилац је титуле Officier des Arts et des Lettres Француске владе.

## О књизи
Алберто Мангел је у збирци Врата раја прикупио обимну колекцију еротских прича. У њој се налазе приче са свих говорних подручја и култура – од Јапана, преко Бурме, Чилеа, Уругваја, до Француске и САД. Приче су аутора као што су Оноре де Балзак, Јукио Мишима, Јасунари Кавабата, Марио Варгас Љоса, Ијан Мекјуан, Анаис Нин, Изабела Аљенде…
Причама су истражени су снага, суптилност и разноврсност еротског искуства.
Алберто Мангел је аутор увода у антологију као целину, али и увода у сваку појединачну причу.
Аутор у уводу у антологију каже: 
| „ | Верујем да, једнако као и еротски чин, и чин читања треба да буде у крајњој линији анониман. Требало би да имамо могућност да у књигу или у кревет уронимо као што је Алиса ушла у Безимену шуму с оне стране Огледала, не носећи више са собом предрасуде наше прошлости и, у том тренутку општења, одбацујући друштвене амове који нас оптерећују. Читали или водили љубав, морамо бити у стању да се изгубимо у оном другом: с тим да смо – да парафразирам светог Јована од Крста – испреплетени: читалац са писцем, писац са читаоцем, љубавник са љубавником. Французи кажу „уживање у читању“ и тим појмом заједнички исказују постизање оргазма и уживање у блаженом задовољству изражавању једним заједничким појмом. (Торонто, лето 1992.) | ” |